# Оссес, Энрике
Энрике Роберто Оссес Зенкович (исп. Enrique Roberto Osses Zencovich; род. 26 мая 1974, Сантьяго) — чилийский футбольный арбитр. Арбитр ФИФА с 2005 года. Один из арбитров чемпионата мира 2014 года. Лучший футбольный арбитр Южной Америки 2012 года.

## Карьера
Начал судить футбольные матчи во внутреннем чемпионате Чили. В 2005 году получил лицензию ФИФА, на момент получения лицензии являлся одним из самых жестких арбитров в чемпионате Чили, в сезоне 2005 года, во внутреннем первенстве, в 16 обслуживаемых матчах удалил 21 игрока. В 2007 и 2009 годах привлекался к судейству матчей кубков Южной Америки среди молодёжных команд. С 2009 года обслуживает матчи Кубка Либертадорес, в 2012 году ему было доверено судейство первого финального поединка кубка между клубами «Бока Хуниорс» и «Коринтианс» (1:1). В этом же году он судил один из матчей финала Южноамериканского кубка, в котором играли «Сан-Паулу» и «Тигре» (2:0). В различное время обслуживал матчи: кубка Америки по футболу 2011 года, клубного чемпионата мира по футболу 2011 года, Кубка конфедераций 2013 года.
15 января 2014 вместе с двумя помощниками, так же чилийцами, Карлосом Астрозо и Сергио Романом выбран одним из арбитров чемпионата мира по футболу 2014 года в Бразилии.